# تیم ملی فوتبال زیر ۱۷ سال قطر
تیم ملی فوتبال زیر ۱۷ سال قطر تیم ملی زیر ۱۷ سال قطر است و تحت کنترل فدراسیون فوتبال قطر است.

## تاریخچه
علیرغم اینکه کشوری با پایگاه کوچک فوتبالی است. قطر موفقیت‌های قابل توجهی در سطح جوانان داشته است. آنها علاوه بر قهرمانی آسیا در سال ۱۹۹۰ پس از قهرمانی در مسابقات فوتبال زیر ۱۶ سال آسیا ۱۹۹۰ که در امارات برگزار شد، پنج بار نیز نایب قهرمان شدند (۱۹۸۵، ۱۹۸۶، ۱۹۹۲، ۱۹۹۴ و ۱۹۹۸). علاوه بر این، قطر نیز میزبان چهار دوره از مسابقات قهرمانی زیر ۱۶ سال بوده است. یک رکورد

## مسابقات فوتبال زیر ۱۷ سال آسیا
| میزبان / سال | نتیجه           | GP              | W               | D               | L               | GS              | GA              |
| ------------ | --------------- | --------------- | --------------- | --------------- | --------------- | --------------- | --------------- |
| ۱۹۸۵         | نایب قهرمان     | ۳               | ۲               | ۱               | ۰               | ۴               | ۱               |
| ۱۹۸۶         | نایب قهرمان     | ۵               | ۴               | ۱               | ۰               | ۹               | ۱               |
| ۱۹۸۸         | مرحله گروهی     | ۴               | ۲               | ۱               | ۱               | ۶               | ۳               |
| ۱۹۹۰         | قهرمان          | ۴               | ۳               | ۱               | ۰               | ۶               | ۰               |
| ۱۹۹۲         | نایب قهرمان     | ۵               | ۳               | ۱               | ۱               | ۹               | ۶               |
| ۱۹۹۴         | نایب قهرمان     | ۶               | ۴               | ۰               | ۲               | ۱۱              | ۵               |
| ۱۹۹۶         | واجد شرایط نبود | واجد شرایط نبود | واجد شرایط نبود | واجد شرایط نبود | واجد شرایط نبود | واجد شرایط نبود | واجد شرایط نبود |
| ۱۹۹۸         | نایب قهرمان     | ۶               | ۴               | ۲               | ۰               | ۱۲              | ۵               |
| ۲۰۰۰         | واجد شرایط نبود | واجد شرایط نبود | واجد شرایط نبود | واجد شرایط نبود | واجد شرایط نبود | واجد شرایط نبود | واجد شرایط نبود |
| ۲۰۰۲         | یک چهارم نهایی  | ۴               | ۱               | ۰               | ۳               | ۴               | ۶               |
| ۲۰۰۴         | مقم سوم         | ۶               | ۴               | ۲               | ۰               | ۱۵              | ۷               |
| ۲۰۰۶         | واجد شرایط نبود | واجد شرایط نبود | واجد شرایط نبود | واجد شرایط نبود | واجد شرایط نبود | واجد شرایط نبود | واجد شرایط نبود |
| ۲۰۰۸         | واجد شرایط نبود | واجد شرایط نبود | واجد شرایط نبود | واجد شرایط نبود | واجد شرایط نبود | واجد شرایط نبود | واجد شرایط نبود |
| ۲۰۱۰         | واجد شرایط نبود | واجد شرایط نبود | واجد شرایط نبود | واجد شرایط نبود | واجد شرایط نبود | واجد شرایط نبود | واجد شرایط نبود |
| ۲۰۱۲         | واجد شرایط نبود | واجد شرایط نبود | واجد شرایط نبود | واجد شرایط نبود | واجد شرایط نبود | واجد شرایط نبود | واجد شرایط نبود |
| ۲۰۱۴         | مرحله گروهی     | ۳               | ۰               | ۲               | ۱               | ۴               | ۵               |
| ۲۰۱۶         | واجد شرایط نبود | واجد شرایط نبود | واجد شرایط نبود | واجد شرایط نبود | واجد شرایط نبود | واجد شرایط نبود | واجد شرایط نبود |
| ۲۰۱۸         | واجد شرایط نبود | واجد شرایط نبود | واجد شرایط نبود | واجد شرایط نبود | واجد شرایط نبود | واجد شرایط نبود | واجد شرایط نبود |
| ۲۰۲۳         | مرحله گروهی     | ۳               | ۰               | ۱               | ۲               | ۲               | ۸               |
| ۲۰۲۵         | واجد شرایط نبود | واجد شرایط نبود | واجد شرایط نبود | واجد شرایط نبود | واجد شرایط نبود | واجد شرایط نبود | واجد شرایط نبود |
| مجموع        | ۱۱/۲۰           | ۴۹              | ۲۷              | ۱۲              | ۱۰              | ۸۲              | ۴۷              |

## جام جهانی فوتبال زیر ۱۷ سال
| جام جهانی فوتبال زیر ۱۷ سال | جام جهانی فوتبال زیر ۱۷ سال | جام جهانی فوتبال زیر ۱۷ سال | جام جهانی فوتبال زیر ۱۷ سال | جام جهانی فوتبال زیر ۱۷ سال | جام جهانی فوتبال زیر ۱۷ سال | جام جهانی فوتبال زیر ۱۷ سال | جام جهانی فوتبال زیر ۱۷ سال | جام جهانی فوتبال زیر ۱۷ سال |
| سال                         | نتیجه                       | GP                          | W                           | D                           | L                           | GS                          | GA                          |                             |
| --------------------------- | --------------------------- | --------------------------- | --------------------------- | --------------------------- | --------------------------- | --------------------------- | --------------------------- | --------------------------- |
| ۱۹۸۵                        | مرحله گروهی                 | ۳                           | ۰                           | ۰                           | ۳                           | ۲                           | ۸                           |                             |
| ۱۹۸۷                        | مرحله گروهی                 | ۴                           | ۲                           | ۱                           | ۱                           | ۴                           | ۵                           |                             |
| ۱۹۸۹                        | واجد شرایط نبود             | واجد شرایط نبود             | واجد شرایط نبود             | واجد شرایط نبود             | واجد شرایط نبود             | واجد شرایط نبود             | واجد شرایط نبود             |                             |
| ۱۹۹۱                        | مقام چارم                   | ۶                           | ۱                           | ۴                           | ۱                           | ۳                           | ۳                           |                             |
| ۱۹۹۳                        | مرحله گروهی                 | ۳                           | ۱                           | ۰                           | ۲                           | ۳                           | ۷                           |                             |
| ۱۹۹۵                        | مرحله گروهی                 | ۳                           | ۰                           | ۱                           | ۲                           | ۱                           | ۵                           |                             |
| ۱۹۹۷                        | واجد شرایط نبود             | واجد شرایط نبود             | واجد شرایط نبود             | واجد شرایط نبود             | واجد شرایط نبود             | واجد شرایط نبود             | واجد شرایط نبود             |                             |
| ۱۹۹۹                        | یک چهارم نهایی              | ۴                           | ۲                           | ۰                           | ۲                           | ۶                           | ۴                           |                             |
| ۲۰۰۱                        | واجد شرایط نبود             | واجد شرایط نبود             | واجد شرایط نبود             | واجد شرایط نبود             | واجد شرایط نبود             | واجد شرایط نبود             | واجد شرایط نبود             |                             |
| ۲۰۰۳                        | واجد شرایط نبود             | واجد شرایط نبود             | واجد شرایط نبود             | واجد شرایط نبود             | واجد شرایط نبود             | واجد شرایط نبود             | واجد شرایط نبود             |                             |
| ۲۰۰۵                        | مرحله گروهی                 | ۳                           | ۰                           | ۰                           | ۳                           | ۴                           | ۱۴                          |                             |
| ۲۰۰۷                        | واجد شرایط نبود             | واجد شرایط نبود             | واجد شرایط نبود             | واجد شرایط نبود             | واجد شرایط نبود             | واجد شرایط نبود             | واجد شرایط نبود             |                             |
| ۲۰۰۹                        | واجد شرایط نبود             | واجد شرایط نبود             | واجد شرایط نبود             | واجد شرایط نبود             | واجد شرایط نبود             | واجد شرایط نبود             | واجد شرایط نبود             |                             |
| ۲۰۱۱                        | واجد شرایط نبود             | واجد شرایط نبود             | واجد شرایط نبود             | واجد شرایط نبود             | واجد شرایط نبود             | واجد شرایط نبود             | واجد شرایط نبود             |                             |
| ۲۰۱۳                        | واجد شرایط نبود             | واجد شرایط نبود             | واجد شرایط نبود             | واجد شرایط نبود             | واجد شرایط نبود             | واجد شرایط نبود             | واجد شرایط نبود             |                             |
| ۲۰۱۵                        | واجد شرایط نبود             | واجد شرایط نبود             | واجد شرایط نبود             | واجد شرایط نبود             | واجد شرایط نبود             | واجد شرایط نبود             | واجد شرایط نبود             |                             |
| ۲۰۱۷                        | واجد شرایط نبود             | واجد شرایط نبود             | واجد شرایط نبود             | واجد شرایط نبود             | واجد شرایط نبود             | واجد شرایط نبود             | واجد شرایط نبود             |                             |
| ۲۰۱۹                        | واجد شرایط نبود             | واجد شرایط نبود             | واجد شرایط نبود             | واجد شرایط نبود             | واجد شرایط نبود             | واجد شرایط نبود             | واجد شرایط نبود             |                             |
| ۲۰۲۳                        | واجد شرایط نبود             | واجد شرایط نبود             | واجد شرایط نبود             | واجد شرایط نبود             | واجد شرایط نبود             | واجد شرایط نبود             | واجد شرایط نبود             |                             |
| ۲۰۲۵                        | واجد شرایط به عنوان میزبان  | واجد شرایط به عنوان میزبان  | واجد شرایط به عنوان میزبان  | واجد شرایط به عنوان میزبان  | واجد شرایط به عنوان میزبان  | واجد شرایط به عنوان میزبان  | واجد شرایط به عنوان میزبان  |                             |
| مجموع                       | ۸/۲۰                        | ۲۶                          | ۶                           | ۶                           | ۱۴                          | ۲۳                          | ۴۶                          |                             |

## مربی‌های سابق
- کابرالزینهو
- اومبرتو
- ویل کوئرور
- رنه مئولنستین
- دیو مک کی
- احمد عمر
- پاتریک رولی
- تام سنت فیت
- فهد ثانی
- فلیکس سانچس
- اسکار فرناندز

## پیوند خارجی
- فدراسیون فوتبال قطر - سایت رسمی
- فدراسیون فوتبال قطر زیر ۱۷ سال